# Драган Ћирић
Драган Ћирић (Јаково, 15. септембар 1974) је бивши српски фудбалер који је играо на позицији везног играча.

## Каријера
Своју фудбалску каријеру Ћирић је започео у београдском Партизану са којим је до 1997. освојио четири титуле првака. Из Партизана је 1997. прешао у шпанску Барселону са којом је освојио две Примере и један шпански куп и Суперкуп Европе.
Сезону 1999/00. Ћирић провео је на позајмици у АЕК-у из Атине са којом је освојио грчки куп након чега се вратио у Шпанију где је четири године играо за Реал Ваљадолид. По истеку уговора, Ћирић се вратио у Партизан са којим је поново освојио титулу првака. Престао је да професионално игра фудбал као тридесетогодишњак.

## Репрезентација
Ћирић је играо за све репрезентативне селекције, а за најбољи сениорски тим СР Југославије одиграо је само четири меча. Дебитовао је новембра 1995. у пријатељском мечу против Ел Салвадора (4:1), а последњи сусрет одиграо је у квалификационој утакмици за СП 1998 против Шпаније (1:1) у Београду.

## Трофеји

### Партизан
- Првенство СР Југославије (4) : 1992/93, 1993/94, 1995/96, 1996/97.
- Првенство Србије и Црне Горе (1) : 2004/05.
- Куп СР Југославије (1) : 1993/94.

### Барселона
- Првенство Шпаније (2) : 1997/98, 1998/99.
- Куп Шпаније (1) : 1997/98.
- УЕФА суперкуп (1) : 1997.

### АЕК Атина
- Куп Грчке (1) : 1999/00.